# Short Brothers (Flugzeughersteller)
Short Brothers, kurz Shorts, war ein britischer Flugzeughersteller, dessen Nachfolger gegenwärtig in Belfast angesiedelt ist. Shorts gilt als der erste Flugzeughersteller der Welt. In der Zeit zwischen den Weltkriegen fertigte Short vorübergehend auch Automobile, Automobilkarosserien und Oberleitungsbus-Chassis. Während des Zweiten Weltkrieges war Shorts ein bedeutender Hersteller von Flugbooten. Nach dem Krieg stellte das Unternehmen auf die Produktion von Frachtflugzeugen um. Das Unternehmen wurde 1989 vom kanadischen Konzern Bombardier gekauft und in Bombardier Shorts umbenannt.

## Flugzeugproduktion

### Pionierjahre
Der Grundstein für das Unternehmen wurde 1897 gelegt, als Eustace (1875–1932) und Oswald Short (1883–1970) ihren ersten Flug in einem Gasballon unternahmen. 1902 begannen sie, Ballons zum Kauf anzubieten, und schlossen 1905 einen Vertrag mit der British Indian Army über die Lieferung von drei Stück ab. 1908 stieß ihr Bruder Horace (1872–1917) zu ihnen, und sie gründeten ein Unternehmen, um lizenzierte Nachbauten des Wright Model A der Brüder Wright zu verkaufen, die sie in Battersea im Südwesten Londons herstellten. Im Juli 1909 eröffneten sie den Flugplatz Shellbeach auf hindernisfreiem Marschland auf der Isle of Sheppey im Mündungsdelta der Themse. Dort war auch der Royal Aero Club zuhause, und sie verkauften während der nächsten zwei Jahre sechs Wright Flyer an den Club.
Im Jahre 1910 zogen sie mit dem Aero Club ins nahegelegene Eastchurch um und bauten ein erstes Flugzeug, die Short-Dunne 5, das weltweit erste Flugzeug mit gepfeilten Flügeln. Im Jahre 1911 bauten sie das erste zweimotorige Flugzeug der Welt, die S.39 oder Triple Twin. In den folgenden Jahren baute Shorts eine Vielzahl verschiedener Flugzeuge und expandierte nach Ausbruch des Ersten Weltkrieges mit der Produktion der Short Admiralty Type 184 (auch Short S.184). Diese wurde der erste Flugzeugtyp, mit dem ein Schiff versenkt wurde, als eine von einem britischen Kriegsschiff gestartete S.184 während der Schlacht von Gallipoli in den Dardanellen ein türkisches Frachtschiff traf. Die S.185 wurde auch als Short Bomber an das Royal Flying Corps verkauft.

### Ära der Flugboote
Während der 1920er und 1930er Jahre war die einzige Möglichkeit für zivile Langstreckenflüge das Flugboot, weil die nötige Infrastruktur an Flughäfen noch nicht vorhanden war und wegen der geringen Anzahl der Flüge auch nicht rentabel gewesen wäre. Shorts wandte sich dem Flugbootmarkt zu und produzierte eine Reihe von drei Modellen, die als Singapore bekannt wurden. Eine Singapore I wurde 1927 berühmt, als Sir Alan Cobham mit seiner Ehefrau und einer Besatzung einen Rundflug über Afrika unternahm, bei dem sie ca. 37.000 Kilometer zurücklegten.
Shorts begann dann mit der Entwicklung eines ihrer berühmtesten Modelle, der Calcutta. Sie basierte auf der Singapore, war aber größer und leistungsfähiger. Die Calcutta flog erstmals 1928 und wurde ab August desselben Jahres bei Imperial Airways kommerziell eingesetzt. Zwei weitere Exemplare wurden im April 1929 geliefert und flogen die von den Passagieren bevorzugte Küstenroute von Genua über Rom, Neapel, Korfu und Athen nach Alexandria. Einige Calcuttas wurden auf kürzeren Strecken eingesetzt, andere führten Langstreckenflüge zwischen den äußeren Gebieten des Britischen Empires durch. Der Calcutta folgten die größere Kent und weitere, noch größere Modelle.
Das Unternehmen wurde bald zu groß für die Anlagen in Eastchurch und zog daher 1933 ins nahegelegene Rochester um. 1934 kaufte es den Motorenhersteller Pobjoy Airmotors, mit dem schon eine längere Zusammenarbeit bestanden hatte. 1936 gründete das Air Ministry eine neue Flugzeugfabrik in Belfast, an der Shorts sowie die Werft von Harland & Wolff zu je 50 Prozent beteiligt waren und die Short and Harland Ltd. genannt wurde. Das erste Produkt der unter der neuen Firma waren 189 Handley Page Hereford-Bomber.
Die Arbeit an Seeflugzeugen gipfelte in der Entwicklung der Short Sunderland, einem großen Langstreckenflugboot. Die zivile Version Sandringham wurde als Verkehrsflugzeug auf Transatlantikflügen eingesetzt.

### Zweiter Weltkrieg
Zu größerer Berühmtheit gelangte die Sunderland als Anti-U-Boot-Patrouille während des Zweiten Weltkrieges, denn ihre hohe Reichweite und Flugdauer erlaubte es, die Lücke zwischen Island und Grönland zu schließen. Sie trug damit dazu bei, die Schlacht um den Atlantik zugunsten der Alliierten zu beenden.
Die Sunderland war es auch, die den Short Brothers zum Auftrag für die Short Stirling verhalf, den ersten viermotorigen Bomber Großbritanniens. Wäre es beim ursprünglichen Entwurf geblieben, der im Wesentlichen eine landgestützte und für den militärischen Gebrauch angepasste Sunderland war, wäre er wahrscheinlich ein effektiver schwerer Bomber geworden. Stattdessen legte das Air Ministry zahlreiche bizarre Anforderungen nach, die den Entwurf schließlich ruinierten, während neuere, leistungsfähigere Modelle anderer Hersteller entstanden.
Während der Luftschlacht um England wurde die Fabrik in Rochester mehrfach massiv von der deutschen Luftwaffe bombardiert, und einige frühe Stirlings und andere Flugzeuge wurden zerstört, ebenso eine wenige Meilen entfernt gelegene Fabrik für Supermarine Spitfires. Von da an gewann die Fabrik in Belfast an Bedeutung, da sie sich deutlich außerhalb der Reichweite deutscher Bomber befand. Im Jahr 1943 übernahm die britische Regierung vorübergehend die Kontrolle über das Unternehmen und fusionierte es nun vollständig mit Harland, so dass es von nun an Short Brothers and Harland Ltd. hieß.

### Nach 1945

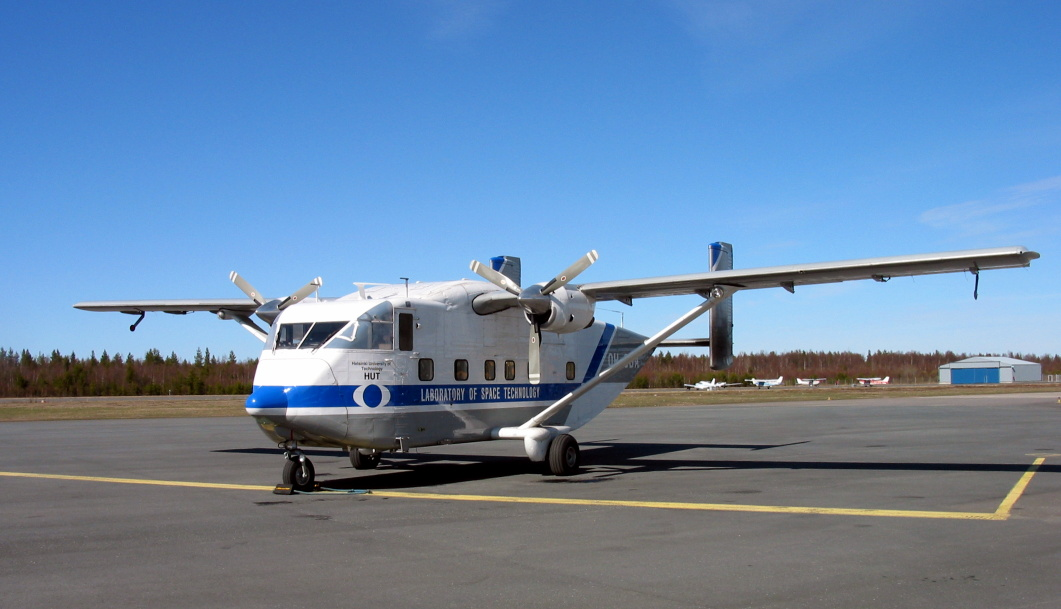
Eine SC.7 Skyvan auf dem Flughafen von Oulu, Finnland

Bis 1947 wurde die Produktion in Belfast konzentriert und alle anderen Fabriken der Kriegszeit geschlossen, 1948 zog auch die Verwaltung um. Belfast war von nun an der alleinige Unternehmenssitz.
In den 1960er Jahren fand Shorts mit Kurzstrecken-Frachtflugzeugen eine Marktlücke und stellte die Short Skyvan her. Die Skyvan hatte ein charakteristisches kistenartiges Äußeres mit doppelter Heckflosse, aber auch gute Flugeigenschaften (außer bei Seitenwind) und eine hohe Nutzlast. Obwohl sie sich ein Marktsegment mit der berühmten de Havilland Twin Otter teilen musste, war sie wegen ihrer großen Ladeluke im Heck sehr erfolgreich, da sie ein einfaches Verladen auch sperrigster Frachtstücke erlaubte. Skyvans sind bis heute in Betrieb, zum Beispiel in der kanadischen Arktis.
Ab 1953 wurde das Unternehmen auch zu einem Pionier in der Entwicklung elektronischer Analogrechner. Sie wurden benötigt, um die zunehmend komplexer werdenden aerodynamischen Berechnungen zu bewältigen. Mit ihnen konnten Funktionen berechnet werden, die als Lösungen bestimmter Differentialgleichungen angegeben werden konnten. Später wurde sie auch unter dem Namen General Purpose Analogue Computer  industriell vermarktet. Die Maschine hatte ein Gehäuse mit Einschub-Recheneinheiten, Registrierkamera und Programmierfeld. Unter anderem ist einer der Rechner 1957 von Horst Herrmann für die Technische Universität Braunschweig beschafft worden.

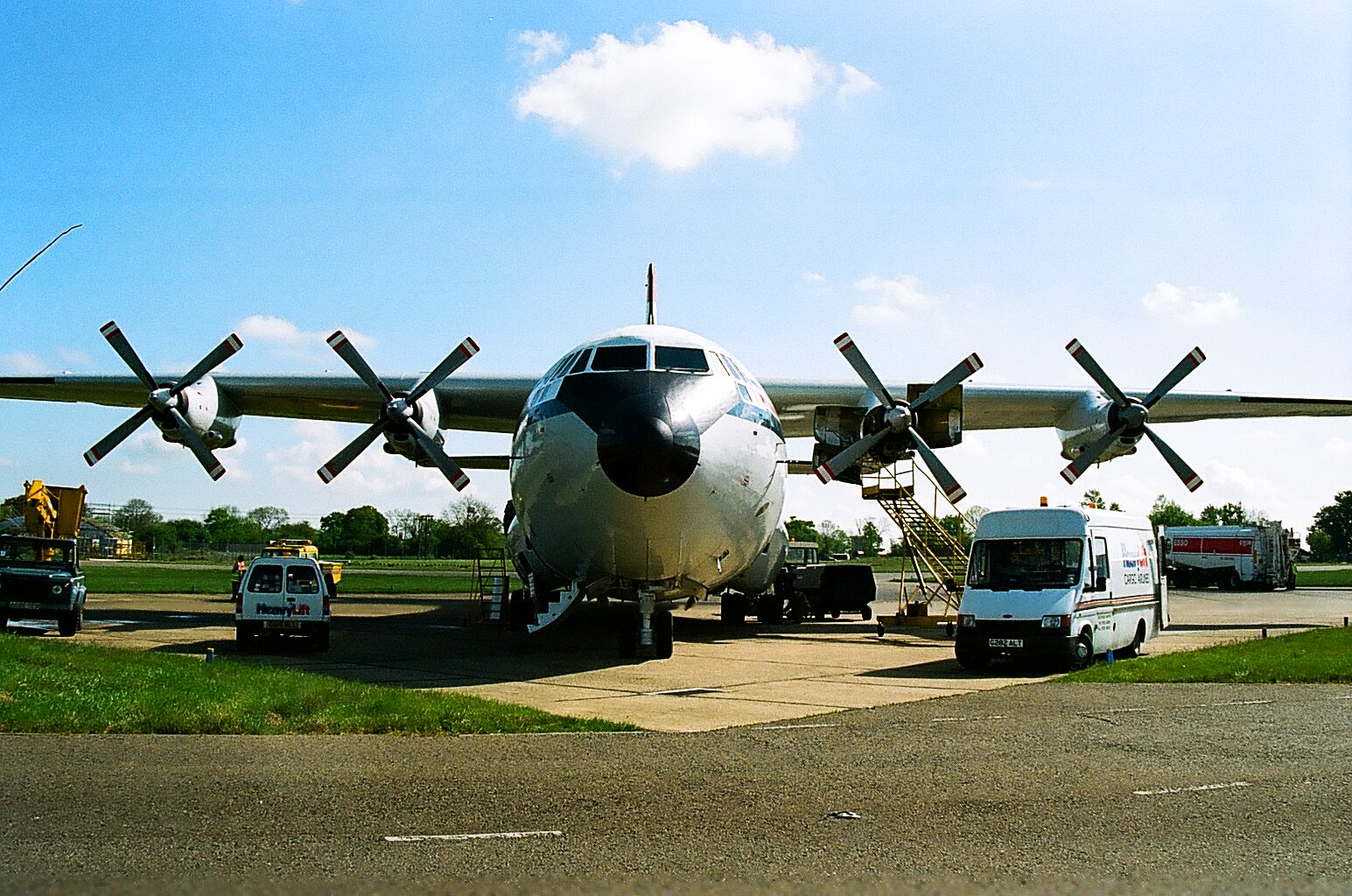
Eine Short Belfast, Flughafen Stansted

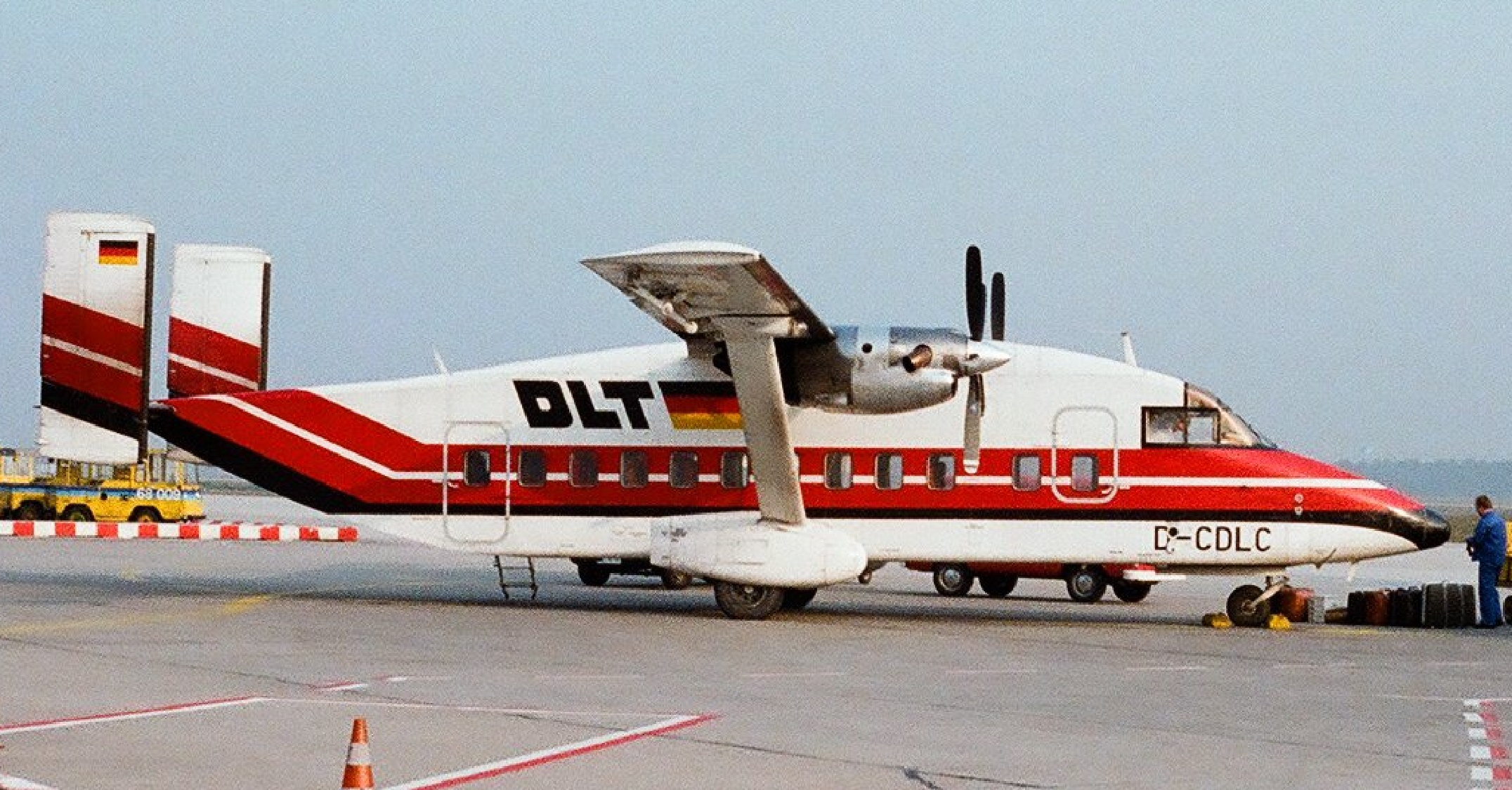
Eine Short 330, Flughafen Frankfurt

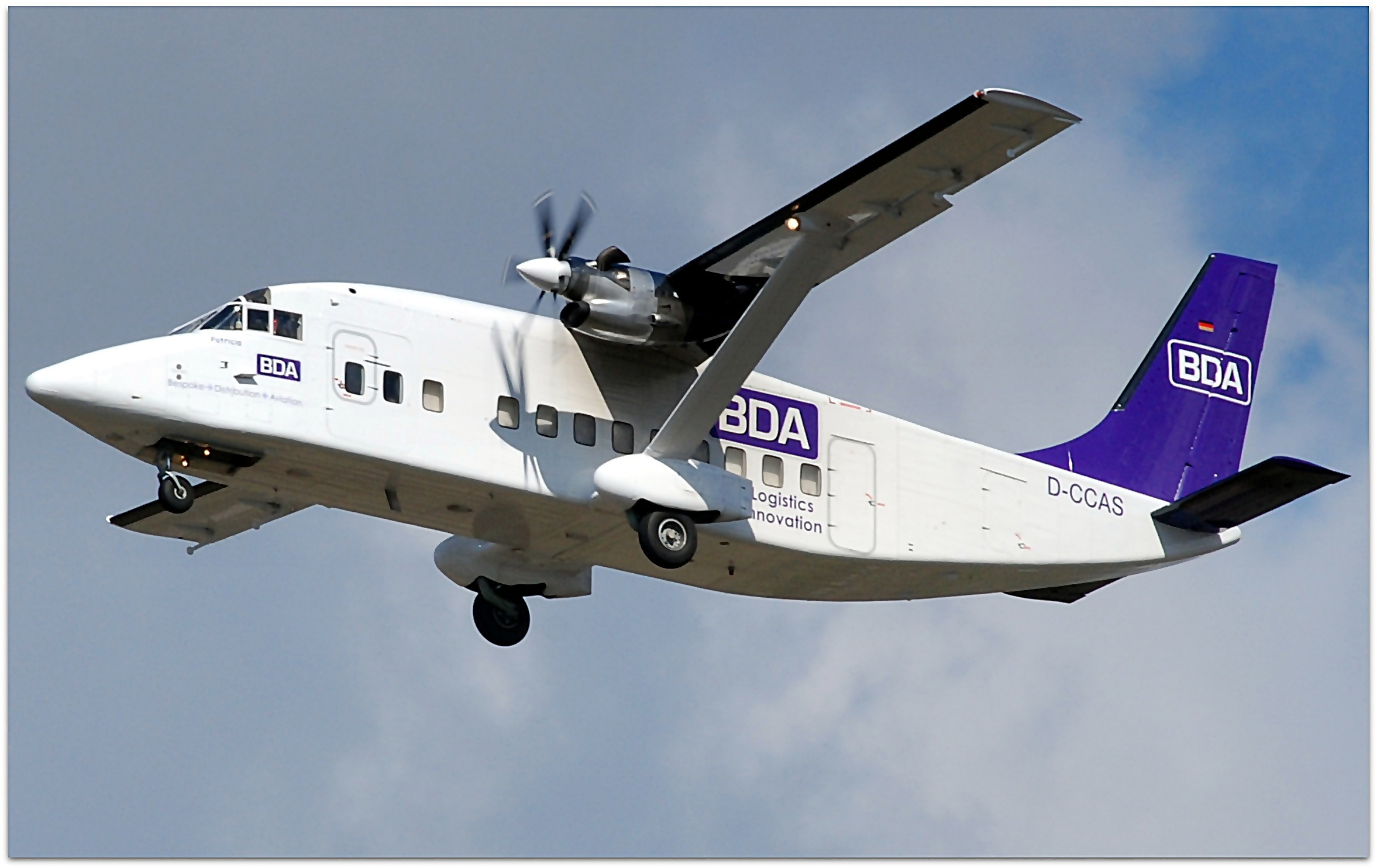
Eine Short 360, Flughafen Manchester

1964 fand der Erstflug des gewaltigen Militärtransporters Short SC.5 Belfast statt, von dem allerdings nur zehn Stück für die Royal Air Force gebaut wurden.
In den 1970er Jahren betrat Short & Harland Ltd. den Markt für Zubringerflugzeuge mit der auf der Skyvan basierenden Short 330, die in der USAF C-23 Sherpa heißt, und später mit der konventionelleren und etwas stromlinienförmigeren Short 360. 1977 änderte die Firma ihren Namen wieder in Short Brothers und wurde 1984 eine Public limited company, als die britische Regierung ihre verbleibenden Anteile verkaufte.
1989 wurde Short Brothers vom kanadischen Luftfahrtkonzern Bombardier aufgekauft und verlor schließlich ihre Identität als eigenständiges Unternehmen. 1993 gründeten Bombardier Shorts und Thomson-CSF ein Joint Venture, Shorts Missile Systems, um im Auftrag des britischen Verteidigungsministeriums Flugabwehrraketen für sehr kurze Reichweiten zu entwickeln. Im Jahr 2000 kaufte Thomson-CSF Bombardiers fünfzigprozentigen Aktienanteil und wurde Alleineigentümer. Shorts Missile Systems wurde 2001 in Thales Air Defence Limited umbenannt.
Im Jahr 2019 übernahm Viking Air die Musterzulassungen der ehemaligen Short Brother-Luftfahrzeugmuster Short Skyvan, Short 330 und Short 360.

### Flugzeugtypen
Das Jahr des Erstflugs steht jeweils in Klammern.

#### 1900–1909
- Short Biplane No. 1
- Short Biplane No. 2 (1909)
- Short Biplane No. 3

#### 1910–1919
- Short Pusher Biplane (1910)
- Short S.27 Tandem-Twin (1911)
- Short S.39 Triple-Twin (1911)
- Short S.41 (1912)
- Short S.45 (1912)
- Short S.47 Triple-Tractor (1912)
- Short Folder (1913 ff.)
- Short Admiralty Type 3
- Short Admiralty Type 42
- Short Admiralty Type 74
- Short Admiralty Type 81 (1913)
- Short Admiralty Type 135 (1914)
- Short Admiralty Type 136 (1914)
- Short Admiralty Type 166 (1914)
- Short Admiralty Type 184 (1915)
- Short Bomber (1915)
- Short Admiralty Type 827 (1914)
- Short Admiralty Type 830
- Short 310 (1916)
- Short F3 Felixstowe (1917)
- Short F5 Felixstowe (1918)
- Short N.1B Shirl (1918)

#### 1920–1929
- Short Shrimp (1920)
- Short Silver Streak (1920)
- Short N.3 Cromarty (1921)
- Short S.3 Springbok (1923)
- Short S.1 Cockle (1924)
- Short S.4 Satellite (1924)
- Short S.2 (1925)
- Short S.3a Springbok (1925)
- Short S.5 Singapore I (1925)
- Short S.7 Mussel (1926)
- Short S.3b Chamois (1927)
- Short S.6 Sturgeon (1927)
- Short S.8 Calcutta (1928)
- Short Crusader (1927)
- Short S.10 Gurnard (1929)

#### 1930–1939
- Short S.8/8 Rangoon (1930)
- Short S.11 Valetta (1930)
- Short S.12 Singapore II (1930)
- Short S.17 Kent (1931)
- Short S.14 Sarafand (1932)
- Short-Kawanishi S.15 KF1
- Short S.16 Scion/Scion II (1933)
- Short S.18 (R.24/31) Knuckleduster (1933)[4]
- Short L.17 Scylla (1934)
- Short S.19 Singapore III (1934)
- Short S.20 Mercury (1937 Short Mayo Composite)
- Short S.21 Maia (1937 Short Mayo Composite)
- Short S.22 Scion Senior (1935)
- Short S.23 Empire (1936)
- Short S.25 Sunderland (1937)
- Short S.25 Sandringham
- Short S.26 G-Class (1939)
- Short S.30 Empire (1938)
- Short S.31 (1938)
- Short S.32
- Short S.29 Stirling (1939)

#### 1940–1949

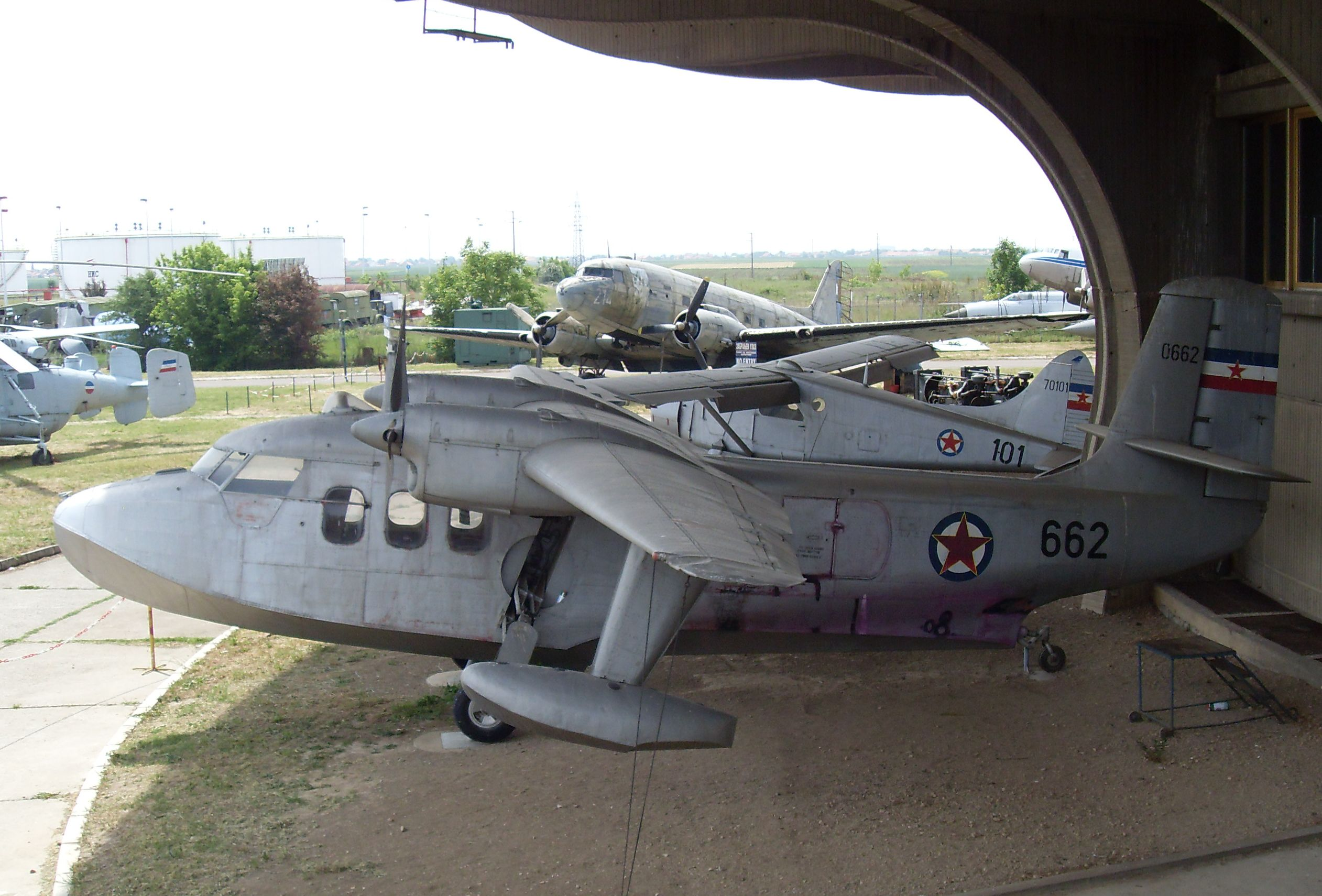
Short SA6 Sealand (ex G-AKLS, ex YU-CFK) im Flugzeugmuseum in Belgrad

- Short S.33 Empire (1940)
- Short S.35 Shetland 1 (1944)
- Short S.45 Seaford (1944)
- Short S.45 Solent (1946)
- Short SA1 Sturgeon (1946)
- Short SA2 Sturgeon
- Short Nimbus (1947)
- Short S.40 Shetland 2 (1947)
- Short SB3 Sturgeon
- Short SA6 Sealand (1948)

#### 1950–1959
- Short SA.4 Sperrin (1951)
- Short SA.5
- Short SA.9
- Short SB.1 (1951)
- Short SB.5 (1952)
- Short SB.4 Sherpa (1953)
- Short SB.6 Seamew (1953)
- Short SB.7 Sealand III
- Short SC.1 (1957)

#### 1960 – heute
- Short SC.9 Canberra (1961)
- Short SC.7 Skyvan (1963)
- Short SC.5 Belfast (1964)
- Short 330 (1974)
- Shorts C-23 Sherpa (1982)
- Short 360 (1981)
- Short Tucano (1986)
- Short FJX (Entwurf 1988)

### Luftschiffe
- R31
- R32
- R38 (ZR-2)

### Lenkwaffen
- Blowpipe – Flugabwehrrakete
- Javelin – Flugabwehrrakete
- Starburst – Flugabwehrrakete
- Starstreak – Flugabwehrrakete
- Seacat – Schiffsgestützte Flugabwehrrakete
- Tigercat – Flugabwehrrakete

## Automobile und Automobilkarosserien
1921 und 1922 fertigte Short kurzzeitig ein eigenes Automobil. Das Projekt wurde allerdings frühzeitig von einem Partnerunternehmen übernommen. Zeitgleich begann Short mit der Herstellung von Automobil- und Omnibuskarosserien. Sie dauerte bis in die 1930er-Jahre an.

### Automobilhersteller
Short Bros. produzierte ab 1921 ein Leichtfahrzeug unter dem Namen Short-Ashby, da die Ashby Motors Ltd. an dem Unternehmen beteiligt war und es 1922 ganz übernahm. Der Wagen besaß einen Vierzylinder-Reihenmotor mit 1,0 l Hubraum und war auf einem Fahrgestell mit 2.350 mm Radstand und 1.029 mm Spurweite aufgebaut.

#### Modelle
| Modell | Bauzeitraum | Zylinder | Hubraum | Radstand |
| ------ | ----------- | -------- | ------- | -------- |
|        | 1921–1922   | 4 Reihe  | 969 cm³ | 2350 mm  |

### Karosseriebau
1921 baute Short Bros. in Rochester eine große Fabrikanlage mit dem Ziel, dort Automobilkarosserien in Serie zu fertigen. Den ersten Auftrag erhielt das Unternehmen vom französischen Automobilhersteller Salmson. Short stattete den Salmson 10 hp mit standardisierten Aufbauten aus. Die Verbindung bestand mindestens bis 1925. Außerdem entstanden bei Short Aufbauten für Chrysler- und Fiat-Chassis.
Ab Mitte der 1920er-Jahre beschäftigte sich Short in erheblichen Umfang mit Herstellung von Omnibus-Aufbauten. Dieser Geschäftszweig existierte mindestens bis 1934.

### Oberleitungsbusse
1909 wurde in London die Railless Electric Traction Company gegründet mit dem Ziel, die von Siemens entwickelte Oberleitungsbus-Technologie auch in England zu vermarkten. Während des Ersten Weltkriegs erschwerten die fehlenden deutschen Teile den Absatz des Systems, so dass das Unternehmen 1916 Konkurs anmelden musste. Die Firma wurde von Shorts übernommen und firmierte fortan unter den Namen Railless Ltd., RET Company Ltd. und Railless Electric Traction Construction Co. Ltd. Die Chassis der Fahrzeuge wurden bei Shorts gebaut, die Aufbauten stammten von anderen Herstellern wie zum Beispiel Roe.